# Barahna toonumbar
Barahna toonumbar là một loài nhện trong họ Stiphidiidae.
Loài này thuộc chi Barahna. Barahna toonumbar được V. T. Davies miêu tả năm 2003.